# Xerospiraea
Xerospiraea je monotipski rod grmova iz porodice ružovki. Jedina vrsta je meksički endem X. hartwegiana, koja je nekada bila uključivana u rod Spiraea. 
X. hartwegiana je raširena po održavama Coahuila, Durango, Hidalgo, Nuevo Leon, Oaxaca, Puebla, Querétaro, San Luis Potosi i Veracruz.

## Povijest roda
Kseromorfne meksičke spireje ili suručice  (S. hartwegiana i S. northcraftii) pokazale su se kladističkom i fenetičkom analizom da su više srodne Petrophytumu, Kelseyi i Luetkei nego mezofitnijoj spiraeji. Unutar roda Spiraea, čini se da su meksičke spireje srodnije podrodu Metaspiraea Starog svijeta. Kseromorfne meksičke spireje, kao i Petrophytum, Kelseya i Luetkea, smatraju se derivatima Novog svijeta Spiraea podroda Metaspiraea Starog svijeta koji su postali dio madro-tercijarne geoflore, pri čemu je svaki rod postigao određenu razinu kseromorfne prilagodbe. Meksičke spireje se stoga smatraju generički različitima i smještene su u novi rod Xerospiraea koji sadrži jednu vrstu X. hartwegiana. Sjevernija Spiraea northcraftii nalazi se u sinonimiji pod X. hartwegiana.

## Sinonimi
- Spiraea parvifolia Benth.; Pl. Hartw. 36 (1850), non Raf. 1838
- Spiraea hartwegiana Rydb.; N. Am. Fl. 22: 246 (1900)
- Spiraea northcroftii I.M.Johnst.; J. Arnold Arbor. 24: 234 (1943)